# Àngel Mur i Ferrer
Àngel Mur i Ferrer (Barcelona, 25 d'agost de 1941) fou un futbolista català de la dècada de 1960 i fisioterapeuta del FC Barcelona.

## Trajectòria
Començà a xutar la pilota a l'equip del Bar Tubella, el qual estava situat darrere del gol sud del camp del Barça, passant més tard per la Penya Rogent del Clot i el Provenir, equip vinculat al mercat del Ninot. La temporada 1960-61 ingressa a l'equip amateur del FC Barcelona i el 1962 passa al filial, el CD Comtal. Jugà sis temporades al filial i el 1968 marxa a l'Sporting de Gijón, on jugarà una temporada. Les seves quatre temporades com a futbolista les passà a la UE Sant Andreu a segona divisió.
Un cop retirat, passà a exercir de massatgista al Futbol Club Barcelona. La temporada 1973-74 s'incorporà al primer equip, agafant el relleu del seu pare Ángel Mur Navarro. També fou massatgista de la selecció espanyola entre 1974 i 1990, participant a quatre Copes del Món. L'estiu del 2006 es jubilà, essent objecte d'un homenatge al Camp Nou.